# Salesius Krügner
Salesius Ignaz Krügner (26. července 1781 Mikulov – 5. listopadu 1842 Osek u Duchcova) byl česko-německý římskokatolický duchovní, v letech 1835–1842 v pořadí 40. opat cisterciáckého kláštera v Oseku u Duchcova a generální vikář cisterciáckých klášterů v Lužici. Nedaleko Oseka naň dodnes upomíná po něm pojmenovaná Salesiova výšina. Býval po něm také pojmenován uhelný revír Salesius (ve kterém se nacházel smutně proslulý důl Nelson).

## Život
Narodil se jako Ignaz Krügner v severočeské obci Mikulov, která leží poměrně nedaleko od Oseka. 
V roce 1801 vstoupil do oseckého kláštera, kde přijal řeholní jméno Salesius. V roce 1805 přijal kněžské svěcení a začal vyučovat v rámci klášterního teologického studia, později v Oseku fungoval také jako novicmistr a podpřevor. V letech 1813–1816 byl sekretářem opata, a v letech 1818–1835 byl duchovním správcem kláštera cisterciaček v klášteře Marienstern.

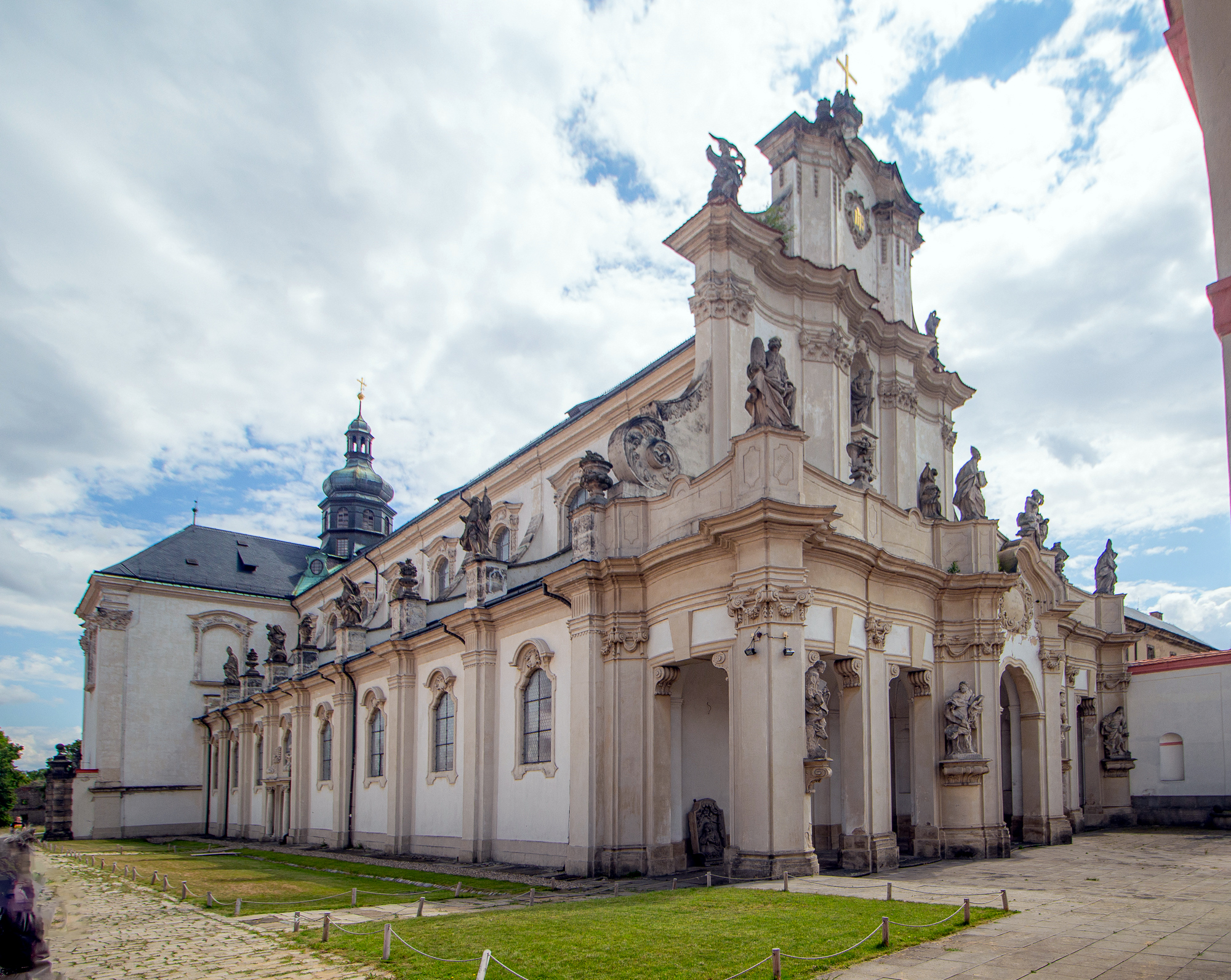
Klášterní kostel Nanebevzetí Panny Marie

V roce 1835 jej osečtí cisterciáci zvolili opatem. Jako opat založil v Oseku v roce 1836 dívčí školu. Inicioval rovněž opravy klášterního areálu a pořízení nových varhan do opatského kostela. Kromě toho podporoval ovocnářství (byl velkým milovníkem přírody v Krušných horách). 
V roce 1840 mu byl nabídnut biskupský stolec ve Vratislavi, což ale odmítl. 
Opat Salesius Krügner zemřel v Oseku v 5. listopadu roku 1842.